# Список епізодів телесеріалу «Секс і Каліфорнія»
Californication це серіал, який створив та спродюсував Том Капінос, і який дебютував на Showtime в Сполучених Штатах 13 серпня 2007 року. Генк Муді (Девід Духовни) - відомий письменник, який намагається розібратися зі своєю кар'єрою, стосунками з донькою та колишньою співмешканкою, а також потягом до красивих жінок.
Станом на 12 січня 2013 року вийшло в загальній кількості 60 епізодів Californication, п'ять повних сезонів.

## Огляд
| Сезон | Сезон | Кіль-ть епізодів | Початок показу       | Кінець показу        |
| ----- | ----- | ---------------- | -------------------- | -------------------- |
|       | 1     | 12               | 13 серпня 2007 року  | 29 жовтня 2007 року  |
|       | 2     | 12               | 28 вересня 2008 року | 14 грудня 2008 року  |
|       | 3     | 12               | 27 вересня 2009 року | 13 грудня 2009 року  |
|       | 4     | 12               | 9 січня 2011 року    | 27 березня 2011 року |
|       | 5     | 12               | 8 січня 2012 року    | 1 квітня 2012 року   |

## Перелік епізодів

### 1 сезон (2007)
Показ першого сезону серіалу було розпочато 11 серпня та закінчився 29 жовтня 2007 року. Сезон оповідає про події в житті Генка та інших головних героїв за декілька місяців до запланованого весілля Карен та Білла, видавця з Лос-Анджелеса. Генк перебуває в депресії та відчуває глибоку ненависть до себе після виходу фільму «Ця шалена штучка на ім'я - кохання» (англ. A Crazy Little Thing Called Love), який він сприймає як спотворену та перебрехану адаптацію його останнього роману «Бог ненавидить нас всіх» (англ. God Hates Us All).
Після того, як він переспав з молодою дівчиною, з якою познайомився в книжковому магазині, Генк дізнається, що вона насправді є 16-річною донькою Білла - Міа. Він проводить більшу частину свого часу в п'янках та не може написати жодної сторінки. Між тим, Міа продовжує переслідувати Генка під час його візитів до будинку Білла, використовуючи погрозу викриття їх зв'язку для того, аби викрасти його ще ненадрукований роман. Смерть батька викликає запій та можливий сексуальний зв'язок з Карен.
Після похорону батька Генк повертається з Н'ю-Йорка, аби закінчити рукопис нової книги. Але, коли Генк приїжджає до Лос-Анджелеса, він дізнається, що оригінал роману втрачено. Проте Міа зберегла свою копію й хоче видрукувати її як власну роботу. В день весілля Карен та Білла Генк вирішує змиритися з обставинами, що склались, але як тільки він залишає прийом зі своєю донькою Беккою, Карен вибігає та стрибає в машину, й вони вирушають до нового життя разом.
| № серії | Назва                                                                                     | Режисер         | Сценарист                     | Дата виходу в ефір |
| ------- | ----------------------------------------------------------------------------------------- | --------------- | ----------------------------- | ------------------ |
|         |                                                                                           |                 |                               |                    |
| 1.01    | Пілот (англ. Pilot)                                                                       | Стівен Гопкінс  | Том Капінос                   | 13 серпня 2007     |
|         |                                                                                           |                 |                               |                    |
| 1.02    | Бісова жінка (англ. Hell-A Woman)                                                         | Скотт Вінант    | Том Капінос                   | 20 серпня 2007     |
|         |                                                                                           |                 |                               |                    |
| 1.03    | Вавилонська блудниця (англ. The Whore of Babylon)                                         | Скотт Вінант    | Том Капінос                   | 27 серпня 2007     |
|         |                                                                                           |                 |                               |                    |
| 1.04    | Страх та відраза на благочинній вечірці (англ. Fear and Loathing at the Fundraiser)       | Майкл Лембек    | Дейзі Ґарднер                 | 3 вересня 2007     |
|         |                                                                                           |                 |                               |                    |
| 1.05    | Голосно сміючись вголос (англ. LOL)                                                       | Барт Фрейндліх  | Сюзан МакМартін               | 10 вересня 2007    |
|         |                                                                                           |                 |                               |                    |
| 1.06    | Від абсенту серця закоханих б'ються сильніше (англ. Absinthe Makes the Heart Grow Fonder) | Кен Віттінґем   | Том Капінос та Ерік Вайнберґ  | 17 вересня 2007    |
|         |                                                                                           |                 |                               |                    |
| 1.07    | Перервані життя (англ. Girls, Interrupted)                                                | Такер Ґейтс     | Джіна Фаттор                  | 24 вересня 2007    |
|         |                                                                                           |                 |                               |                    |
| 1.08    | Син Каліфорнії (англ. California Son)                                                     | Скотт Вінант    | Том Капінос                   | 1 жовтня 2007      |
|         |                                                                                           |                 |                               |                    |
| 1.09    | Непристойний зиск (англ. Filthy Lucre)                                                    | Скотт Бьорнс    | Ілді Модровіч                 | 8 жовтня 2007      |
|         |                                                                                           |                 |                               |                    |
| 1.10    | Трійка дияволят (англ. The Devil's Threesome)                                             | Джон Дал        | Том Капінос                   | 15 жовтня 2007     |
|         |                                                                                           |                 |                               |                    |
| 1.11    | Переверніть сторінку (англ. Turn the Page)                                                | Девід фон Анкен | Джина Фаттор та Ерік Вайнберґ | 22 жовтня 2007     |
|         |                                                                                           |                 |                               |                    |
| 1.12    | Останній вальс (англ. The Last Waltz)                                                     | Скотт Вінант    | Том Капінос                   | 29 жовтня 2007     |

### Сезон 2 (2008)
| № серії | Назва                                                                    | Режисер         | Сценарист                    | Дата виходу в ефір |
| ------- | ------------------------------------------------------------------------ | --------------- | ---------------------------- | ------------------ |
|         |                                                                          |                 |                              |                    |
| 2.01    | Язик мій — ворог мій (англ. Slip of the Tongue)                          | Девід Духовни   | Том Капінос                  | 28 вересня 2008    |
|         |                                                                          |                 |                              |                    |
| 2.02    | Великий Ешбі (англ. The Great Ashby)                                     | Девід фон Анкен | Том Капінос                  | 5 жовтня 2008      |
|         |                                                                          |                 |                              |                    |
| 2.03    | З леді так не поводяться (англ. No Way to Treat a Lady)                  | Джон Дал        | Джина Фаттор                 | 12 жовтня 2008     |
|         |                                                                          |                 |                              |                    |
| 2.04    | Сире та приготоване (англ. The Raw & the Cooked)                         | Девід фон Анкен | Том Капінос                  | 19 жовтня 2008     |
|         |                                                                          |                 |                              |                    |
| 2.05    | Вагінальний квартал (англ. Vaginatown)                                   | Кен Віттінґем   | Джей Даєр                    | 26 жовтня 2008     |
|         |                                                                          |                 |                              |                    |
| 2.06    | Кокаїновий висяк та перший ніштяк (англ. Coke Dick & First Kick)         | Майкл Леманн    | Джина Фаттор та Ґабріель Рот | 2 листопада 2008   |
|         |                                                                          |                 |                              |                    |
| 2.07    | Наодинці вдвох (англ. In a Lonely Place)                                 | Джейк Каздан    | Том Капінос                  | 9 листопада 2008   |
|         |                                                                          |                 |                              |                    |
| 2.08    | Втратити все в Беверлі-Гіллз (англ. Going Down and Out in Beverly Hills) | Денні Духовни   | Дейзі Ґарднер                | 16 листопада 2008  |
|         |                                                                          |                 |                              |                    |
| 2.09    | Хоровод (англ. La Ronde)                                                 | Адам Бернштейн  | Джина Фаттор                 | 23 листопада 2008  |
|         |                                                                          |                 |                              |                    |
| 2.10    | В утробі (англ. In Utero)                                                | Девід фон Анкен | Том Капінос                  | 30 листопада 2008  |
|         |                                                                          |                 |                              |                    |
| 2.11    | Блюз каньйону Лорел (англ. Blues from Laurel Canyon)                     | Майкл Леманн    | Джина Фаттор                 | 7 грудня 2008      |
|         |                                                                          |                 |                              |                    |
| 2.12    | Маленька смерть (англ. La Petite Mort)                                   | Барт Фрейндліх  | Том Капінос                  | 14 грудня 2008     |

### Сезон 3 (2009)
| № серії | Назва                                                           | Режисер                           | Сценарист                      | Дата виходу в ефір |
| ------- | --------------------------------------------------------------- | --------------------------------- | ------------------------------ | ------------------ |
|         |                                                                 |                                   |                                |                    |
| 3.01    | Чому ти не зі мною? (англ. Wish You Were Here)                  | Девід Духовни                     | Том Капінос                    | 27 вересня 2009    |
|         |                                                                 |                                   |                                |                    |
| 3.02    | Любиш медок — люби й холодок (англ. The Land of Rape and Honey) | Барт Фрейндліх та Девід фон Анкен | Том Капінос                    | 4 жовтня 2009      |
|         |                                                                 |                                   |                                |                    |
| 3.03    | Вірю — не вірю (англ. Verities & Balderdash)                    | Девід фон Анкен                   | Джина Фаттор                   | 11 жовтня 2009     |
|         |                                                                 |                                   |                                |                    |
| 3.04    | Зозо (англ. Zoso)                                               | Барт Фрейндліх                    | Том Капінос                    | 18 жовтня 2009     |
|         |                                                                 |                                   |                                |                    |
| 3.05    | Дурнуваті веселі хлопці (англ. Slow Happy Boys)                 | Девід фон Анкен                   | Том Капінос                    | 25 жовтня 2009     |
|         |                                                                 |                                   |                                |                    |
| 3.06    | Скляні будинки (англ. Glass Houses)                             | Майкл Леманн                      | Джина Фаттор                   | 1 листопада 2008   |
|         |                                                                 |                                   |                                |                    |
| 3.07    | Тут така справа... (англ. So Here's the Thing...)               | Джон Дал                          | Дейзі Ґарднер                  | 8 листопада 2009   |
|         |                                                                 |                                   |                                |                    |
| 3.08    | Квартира (англ. The Apartment)                                  | Адам Берштейн                     | Том Капінос                    | 15 листопада 2009  |
|         |                                                                 |                                   |                                |                    |
| 3.09    | Пан Поганий Приклад (англ. Mr. Bad Example)                     | Джон Дал                          | Джина Фаттор та Метт Паттерсон | 22 лмстопада 2009  |
|         |                                                                 |                                   |                                |                    |
| 3.10    | Догтаун (англ. Dogtown)                                         | Зейт Манн                         | Том Капінос та Джина Фаттор    | 29 листопада 2009  |
|         |                                                                 |                                   |                                |                    |
| 3.11    | Свято місце пустим не буває (англ. Comings & Goings)            | Девід фон Анкен                   | Джина Фаттор та Дейзі Ґарднер  | 6 грудня 2009      |
|         |                                                                 |                                   |                                |                    |
| 3.12    | Вина Мії (англ. Mia Culpa)                                      | Стівен Гопкінс                    | Том Капінос                    | 13 грудня 2009     |

### Сезон 4 (2011)
| № серії | Назва                                                  | Режисер             | Сценарист                  | Дата виходу в ефір |
| ------- | ------------------------------------------------------ | ------------------- | -------------------------- | ------------------ |
|         |                                                        |                     |                            |                    |
| 4.01    | У вигнанні (англ. Exile on Main St.)                   | Девід фон Анкен     | Том Капінос                | 9 січня 2011       |
|         |                                                        |                     |                            |                    |
| 4.02    | Самогубство — це вихід (англ. Suicide Solution)        | Девід Духовни       | Том Капінос                | 16 січня 2011      |
|         |                                                        |                     |                            |                    |
| 4.03    | Дім, милий дім (англ. Home Sweet Home)                 | Адам Берштейн       | Том Капінос                | 23 січня 2011      |
|         |                                                        |                     |                            |                    |
| 4.04    | Беззмістовна робота (англ. Monkey Business)            | Барт Фрейндліх      | Ґейб Рот та Метт Паттерсон | 30 січня 2011      |
|         |                                                        |                     |                            |                    |
| 4.05    | Стоп-кадр (англ. Freeze-Frame)                         | Бет Маккарті-Міллер | Том Капінос                | 6 лютого 2011      |
|         |                                                        |                     |                            |                    |
| 4.06    | Юристи, гроші та зброя (англ. Lawyers, Guns and Money) | Джон Дал            | Ванесса Рейзен             | 13 лютого 2011     |
|         |                                                        |                     |                            |                    |
| 4.07    | Відкинутий (англ. The Recused)                         | Майкл Вівер         | Том Капінос                | 20 лютого 2011     |
|         |                                                        |                     |                            |                    |
| 4.08    | Світло, камера, мудак (англ. Lights. Camera. Asshole)  | Адам Берштейн       | Том Капінос                | 27 лютого 2011     |
|         |                                                        |                     |                            |                    |
| 4.09    | Ще один чудовий день (англ. Another Perfect Day)       | Майкл Леман         | Том Капінос та Ґейб Рот    | 6 березня 2011     |
|         |                                                        |                     |                            |                    |
| 4.10    | Суд (англ. The Trial)                                  | Зейт Манн           | Том Капінос                | 13 березня 2011    |
|         |                                                        |                     |                            |                    |
| 4.11    | Остання вечеря (англ. The Last Supper)                 | Джон Дал            | Том Капінос                | 20 березня 2011    |
|         |                                                        |                     |                            |                    |
| 4.12    | Всім по справедливості (англ. …And Justice for All)    | Адам Берштейн       | Том Капінос                | 27 березня 2011    |

### Сезон 5 (2012)
| № серії | Назва                                                                   | Режисер          | Сценарист   | Дата виходу в ефір |
| ------- | ----------------------------------------------------------------------- | ---------------- | ----------- | ------------------ |
|         |                                                                         |                  |             |                    |
| 5.01    | З JFK до LAX (англ. JFK to LAX)                                         | Джон Дал         | Том Капінос | 8 січня 2012       |
|         |                                                                         |                  |             |                    |
| 5.02    | Шлях кулака (англ. The Way of the Fist)                                 | Девід Духовни    | Том Капінос | 15 січня 2012      |
|         |                                                                         |                  |             |                    |
| 5.03    | Хлопчики й дівчатка (англ. Boys & Girls)                                | Зейт Манн        | Том Капінос | 22 січня 2012      |
|         |                                                                         |                  |             |                    |
| 5.04    | Очікуючи на диво (англ. Waiting for the Miracle)                        | Барт Фрейндліх   | Том Капінос | 29 січня 2012      |
|         |                                                                         |                  |             |                    |
| 5.05    | Рухатись далі (англ. The Ride-Along)                                    | Міллісент Шелтон | Том Капінос | 5 лютого 2012      |
|         |                                                                         |                  |             |                    |
| 5.06    | Пісня про кохання (англ. Love Song)                                     | Ерік Штольц      | Том Капінос | 12 лютого 2012     |
|         |                                                                         |                  |             |                    |
| 5.07    | От і знову я (англ. Here I Go Again)                                    | Майкл Вівер      | Том Капінос | 19 лютого 2012     |
|         |                                                                         |                  |             |                    |
| 5.08    | Сировина (англ. Raw)                                                    | Барт Фрейндліх   | Том Капінос | 4 лютого 2012      |
|         |                                                                         |                  |             |                    |
| 5.09    | На фільмах (англ. At the Movies)                                        | Гелен Гант       | Том Капінос | 11 березня 2012    |
|         |                                                                         |                  |             |                    |
| 5.10    | Збоченці та шльондри (англ. Perverts & Whores)                          | Барт Фрейндліх   | Том Капінос | 18 березня 2012    |
|         |                                                                         |                  |             |                    |
| 5.11    | Вечірка (англ. The Party)                                               | Майкл Леман      | Том Капінос | 25 березня 2012    |
|         |                                                                         |                  |             |                    |
| 5.12    | Пекло — не таке вже й погане місце (англ. Hell Ain't a Bad Place to Be) | Адам Берштейн    | Том Капінос | 1 квітня 2012      |

### Сезон 6 (2013)
| № серії | Назва                                          | Режисер         | Сценарист   | Дата виходу в ефір |
| ------- | ---------------------------------------------- | --------------- | ----------- | ------------------ |
|         |                                                |                 |             |                    |
| 6.01    | Непробачений (англ. The Unforgiven)            | Девід Духовни   | Том Капінос | 13 січня 2013      |
|         |                                                |                 |             |                    |
| 6.02    | Слабаки (англ. Quitters)                       | Джон Дал        | Том Капінос | 20 січня 2013      |
|         |                                                |                 |             |                    |
| 6.03    | Мертві рок-зірки (англ. Dead Rock Stars)       | Адам Бернштейн  | Том Капінос | 27 січня 2013      |
|         |                                                |                 |             |                    |
| 6.04    | До біса швидко (англ. Hell Bent for Leather)   | Девід фон Анкен | Том Капінос | 10 лютого 2013     |
|         |                                                |                 |             |                    |
| 6.05    | Молот та ковадло (англ. Rock and a Hard Place) | Девід фон Анкен | Том Капінос | 17 лютого 2013     |
|         |                                                |                 |             |                    |
| 6.06    | В хмарах (англ. In the Clouds)                 | Девід фон Анкен | Том Капінос | 24 лютого 2013     |